# Głupiec
Głupiec – karta tarota należąca do Arkanów Wielkich, oznaczana numerem zero.
Inne nazwy: Wędrowiec, Włóczęga, Bezimienny, Duch Eteru.

## Wygląd
Karta przedstawia wędrującego mężczyznę w kolorowym stroju, często w błazeńskiej czapce. Głupiec podpiera się kijem, niesie też przy sobie worek. Zdarza się, że na karcie widoczny jest też pies, gryzący postać. Zazwyczaj Głupiec jest ukazywany w momencie stawiania kroku nad przepaścią.

## Znaczenie
Karta Głupiec jest kojarzona ze spontanicznością, entuzjazmem i nowymi możliwościami. W położeniu prostym wskazuje dobry kierunek zmian, z kolei położenie odwrócone wróży bezmyślne i nieprzyjemne w skutkach postępowanie. Głupiec jest ponadto symbolem braku przywiązania do wartości materialnych, jednocześnie po prostu głupoty ludzkiej. Głupiec w przeciwieństwie do Maga nie zdaje sobie sprawy z tego co posiada (w tobołku na plecach). Reprezentuje nowe, ale nieprzemyślane działanie. Głupiec daje nam przestrogę – pomyśl zanim coś zrobisz. Osoba, która jest opisana przy pomocy karty Głupca ma tendencję do bagatelizowania różnych spraw oraz do ich spłycania. Kieruje się wyłącznie swoją intuicją, która nie do końca jest poprawnie ukształtowana, dlatego też Głupiec może zachowywać się jak małe dziecko, nie zdając sobie sprawy z konsekwencji swojego postępowania.

## Galeria

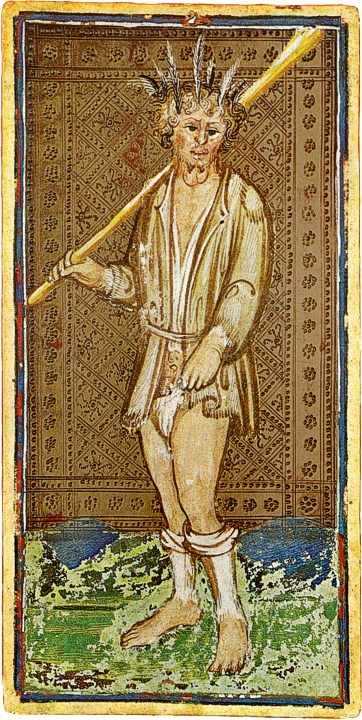
Głupiec z talii tarota Viscontich-Sforzów ze zbiorów Pierpont Morgan-Bergamo (XV wiek) – reprodukcja
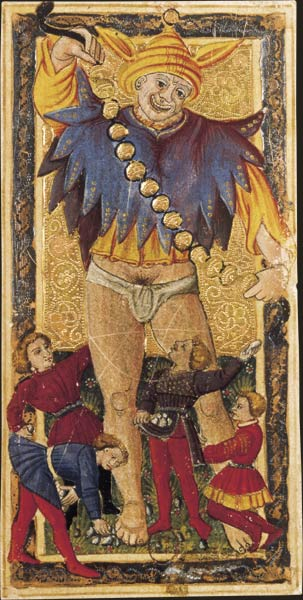
Głupiec z talii Karola VI
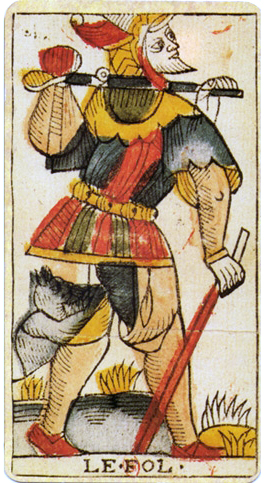
Głupiec z talii tarota marsylskiego Jeana Dodala.